# 阿贡 (萨拉戈萨省)
阿贡，是西班牙阿拉贡自治区萨拉戈萨省的一个市镇。 总面积19平方公里，总人口186人（2001年），人口密度10人/平方公里。